# St. Peter und Paul (Wombach)

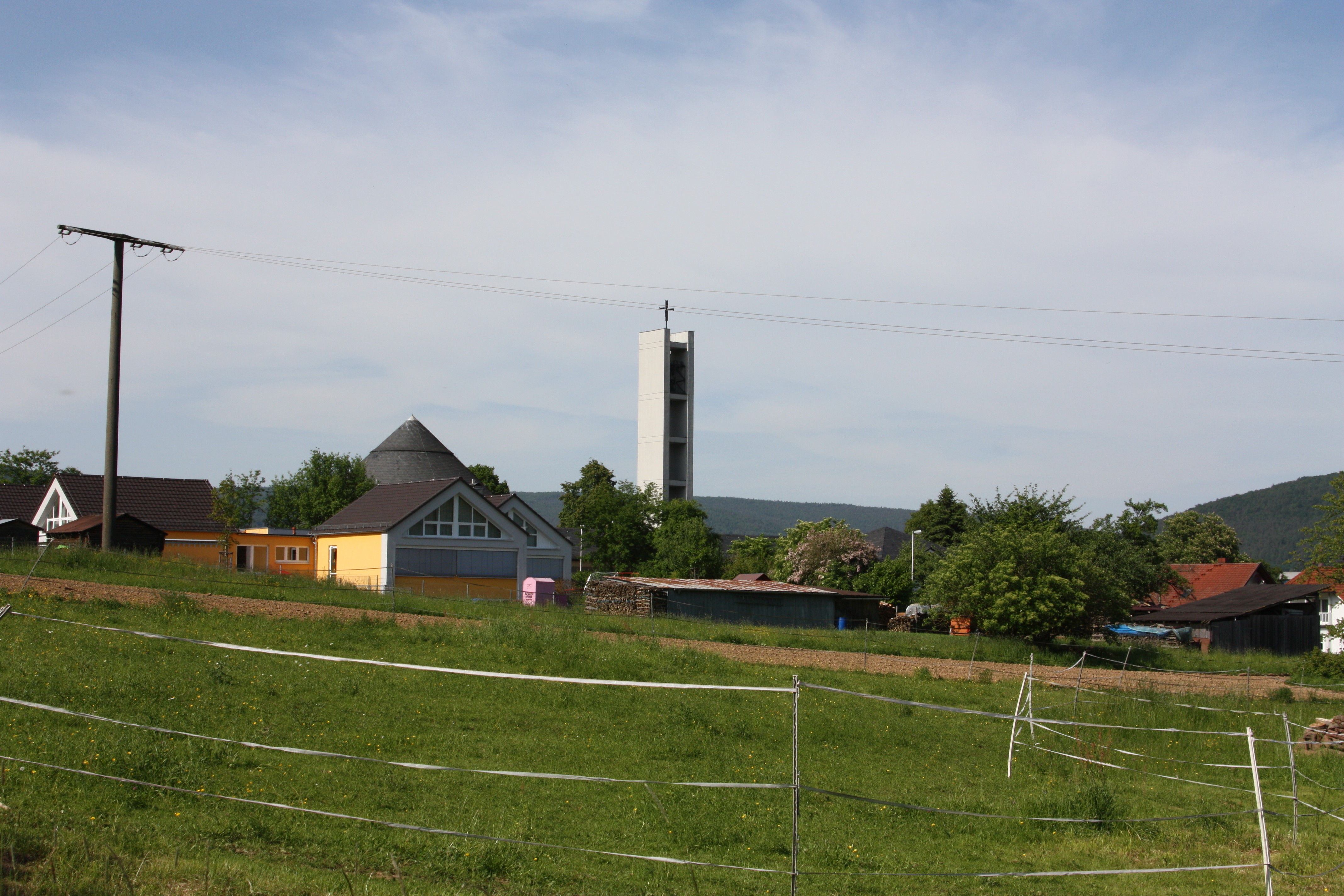
St. Peter und Paul (Wombach)

Die römisch-katholische Filialkirche St. Peter und Paul steht in Wombach, einem Gemeindeteil der Stadt Lohr am Main im Landkreis Main-Spessart (Unterfranken, Bayern).
Die Filialkirche gehört zur Pfarrei St. Michael Lohr am Main in der Pfarreiengemeinschaft 12 Apostel am Tor zum Spessart des Pastoralen Raums Lohr am Main im Dekanat Main-Spessart, Bistum Würzburg.

## Geschichte
Bis zur Mitte des 19. Jahrhunderts mussten die Katholiken in Wombach zum Gottesdienst in die Pfarrkirche St. Michael in Lohr gehen. Mit einer Stiftung der Witwe Anna Maria Nätscher wurde 1865 die erste Kirche St. Peter und Paul errichtet – ein neugotisches Gotteshaus, das durch den Umbau eines Wohnhauses nach Plänen des Lohrer Bautechnikers Stadelmann entstand. Mit dem Bau wurde Wombach zur Filiale der Pfarrei Lohr.
Nach dem Zweiten Weltkrieg wurde der Bau einer neuen Kirche geplant, da das alte Gebäude den liturgischen und räumlichen Anforderungen nicht mehr genügte. Die Grundsteinlegung der neuen Kirche auf dem Märzenhügel erfolgte am 28. Mai 1964 durch Dekan Karl Haller gemeinsam mit Kaplan Günter Mauer und Katechet Georg Falch. Die Benediktion nahm Domkapitular Johannes Kötzner am 9. April 1965 vor. Die Konsekration des Altars erfolgte am 10. April 1965 durch Weihbischof Alfons Kempf.
Die alte neugotische Kirche wurde 1972/73 abgebrochen. An ihrem Standort erinnert heute eine Gedenktafel an das frühere Gotteshaus.

## Architektur
Die neue Kirche wurde in den Jahren 1964–1965 nach den Plänen des Würzburger Dombaumeisters Hans Schädel (1910–1996) errichtet, unter Mitwirkung der Architekten Werner Kressirer (Würzburg) und Heinrich P. Kaupp (Aschaffenburg). Der moderne Rundbau mit spitz zulaufendem, schiefergedecktem Dach, einem freistehenden Turm aus Stahlbeton und einem eingeschossigen Nebenanbau (Sakristei und Jugendheim) verkörpert beispielhaft die Prinzipien der Liturgiereform des Zweiten Vatikanischen Konzils. Schädel verfolgte eine liturgiebezogene Formensprache, in deren Zentrum der Altar als Mittelpunkt der Eucharistiefeier steht, um den sich die Gemeinde versammelt.
Die Kirche bietet etwa 400 Besuchern Platz. Der Altar ist auf einer zweistufigen Insel in der Mitte des Raumes erhöht platziert. Großzügige Glasflächen an den Wänden lassen viel Tageslicht einfallen, wodurch ein lichtdurchfluteter, spirituell aufgeladener Raum entsteht.
Im Laufe der Jahre wurde die Kirche mehrfach renoviert, darunter 1988 das Kirchendach, 1995 der Turm und 2003 der Fußboden.

## Ausstattung
Der Volksaltar aus Naturstein befindet sich im Mittelpunkt der Kirche. Dahinter ist ein gestuftes Kreissegment mit Ambo, Tabernakelstele und Sedilien angeordnet, ebenfalls aus Naturstein. Der Altar enthält Reliquien der Märtyrer Felix, Hadrianus und Justina.
Über dem Altar schwebt ein Radleuchter aus Profilglas, entworfen 1965 von Olaf Taeuberhahn (Gambach). Im Zentrum des Leuchters hängt ein Holzkruzifix, dessen Korpus aus dem 16. Jahrhundert stammt und 1985 von Dr. Ludwig Fährer gestiftet wurde. Das dazugehörige Kreuz fertigte der Bildhauer Julian Walter aus Vasbühl bei Schweinfurt, wobei die Idee für das Blattwerk an den Kreuzbalken vom Architekten Hans Schädel stammt. Die farbliche Fassung übernahm der Würzburger Vergolder Rudolf Hofmann.
Der Tabernakel besteht aus einem Gehäuse aus Goldemaille, umrahmt von einer Plexiglasstruktur in Form eines Strahlenkranzes. Ebenfalls von Taeuberhahn stammen das Vortragekreuz aus Plexiglas und die Altarleuchter aus Gussglas.
Links des Altars befindet sich seit 1977 eine barocke Madonna mit segnendem Jesuskind, rechts eine Figur des Auferstandenen Christus, die 1981 gestiftet wurde. Die barocken Figuren der Apostel Petrus und Paulus aus dem 18. Jahrhundert stammen ursprünglich aus der Pfarrkirche in Großostheim und befinden sich seit 1978 in der Wombacher Kirche.
An den Sichtbetonpfeilern der Kirche befinden sich Fresken, die den Kreuzweg darstellen und 1975 von dem Künstler Willi Götz aus Rimbach gestaltet wurden.
Auch der Taufstein in der Taufnische ist aus Naturstein geschaffen und trägt einen Bronzedeckel, 1972 gefertigt von Georg Ruppert aus Hammelburg. Ein farbenprächtiger Wandteppich an der Rückwand, entworfen im Jahr 1992 von Lukas Gastl aus Würzburg, zeigt eine Vision Hildegards von Bingen: Christus thront inmitten dreier konzentrischer Ringe mit Symbolen der göttlichen Tugenden Glaube (Kreuz), Hoffnung (Kelch) und Liebe (Herz).

## Orgel
Die Orgel wurde 1978 von der Firma Norbert Krieger aus Retzbach erbaut und 2006 überholt. Sie kombiniert eine klassische Pfeifenorgel mit einem elektronischen Teil. Insgesamt verfügt sie über 44 Register, davon 18 Pfeifen- und 26 elektronische Register.

## Glocken
Das Geläut der Filialkirche St. Peter und Paul in Wombach besteht aus vier Glocken.
| Nr. | Name                   | Besonderheiten / Relief              | Gussjahr | Gießer                    | Durchmesser (cm) | Gewicht (kg) | Schlagton |
| --- | ---------------------- | ------------------------------------ | -------- | ------------------------- | ---------------- | ------------ | --------- |
| 1   | Peter- und Paulsglocke | Relief der Apostel Petrus und Paulus | –        | –                         | 102              | 550          | as1       |
| 2   | Franziskusglocke       | Relief des Hl. Franziskus            | –        | –                         | 92               | 400          | b1        |
| 3   | –                      | –                                    | 1967     | Perner, Passau            | 80               | 300          | c2        |
| 4   | –                      | –                                    | 1950     | Gebr. Klaus, Heidingsfeld | 64               | 120          | es2       |